# Chiesa di San Pietro (Scanzorosciate, via don Giovanni Spinelli)
La chiesa di San Pietro è un luogo di culto cattolico di Scanzo frazione di Scanzorosciate in provincia e diocesi di Bergamo. Fa parte del vicariato di Scanzo-Seriate. La chiesa rimase la parrocchiale di Scanzorosciate fino all'8 ottobre 1938 quando fu trasferita alla nuova chiesa di San Pietro diventandone sussidiaria.

## Storia
La chiesa intitolata a san Pietro di Scanzorosciate è molto antica, pare sia stata eretta dal vescovo Giovanni e citata in un documento dell'857. È indicata nel XIV secolo come fondata dai frati cistercensi in stile gotico con abside quadrata.

Un edificio di culto è indicato nei fascicoli della "nota ecclesiarum", elenco ordinato da Bernabò Visconti nel 1360 per definire i benefici titolari di ogni chiesa e monastero di Bergamo e poterne definire i censi da versare sia alla chiesa di Roma che alla famiglia di Milano dei Visconti. Gli atti indicano la chiesa facente parte della pieve di Nembro e con due benefici. Nel documento “Acta synodalia bergomensis ecclesiae”, che sancisce l'istituzione dei vicariati foranei per volontà del vescovo Federico Corner nel II sinodo diocesano in ottemperanza del primo sinodo provinciale, la chiesa viene indicata sempre nella pieve di Nembro.
L'antica chiesa fu demolita e ricostruita nel 1749 su progetto di Giovan Battista Caniana con la nuova consacrazione dal vescovo Giovanni Paolo Dolfin il 29 ottobre 1799. Nei primi anni del Novecento la chiesa fu oggetto di lavori di restauro e mantenimento, nonché di ammodernamento. L'8 ottobre 1938 con la creazione della nuova chiesa, questa divenne sua sussidiaria con decreto del vescovo Adriano Bernareggi. L'edificio necessitò di ulteriori lavori di manutenzione negli ultimi anni del XX secolo, anche con la posa del nuovo altare rivolto verso i fedeli rispondente all'adeguamento liturgico delle chiese, realizzato in marmi policromi provenienti dall'antica balaustra dalla ditta di Carlo Camana.

## Descrizione

### Esterno
L'edificio di culto volge la facciata su piazza Giovanni di Scanzo ed è divisa su due ordini architettonici che si raccordano con le con i muri d'ambito con parti di pareti curve. L'ordine inferiore si presenta tripartito da lesene e controlesene toscaniche in muratura, complete di zoccolatura in arenaria e capitelli, che reggono la cornice marcapiano, con la parte centrale che ospita il portale in marmo di Zandobbio con le paraste che reggono l'architrave e il timpano triangolare. L'ordine superiore prosegue con le lesene e ospita nella sezione centrale un'apertura ampia, completa di contorno e gocciolatoio. Nelle sezioni laterali vi sono due nicchie vuote. Le lesene complete di capitelli ionici reggono il frontone con timpano triangolare coronato dalla croce ferrea.

### Interno
L'unica navata dell'interno della chiesa, a pianta rettangolare, si divide da lesene in tre campate. Le lesene in stucco lucido a finto marmo, sono complete di capitelli e reggono la trabeazione dove s'imposta la volta a botte. Il battistero è posto a sinistra della prima campata mentre corrispondente vi è la cappella dedicata alla Madonna di Lourdes. Due cappelle sono poste nella seconda campata, a sinistra quella dedicata a san Luigi Gonzaga e corrispondente alla Madonna del Santo Rosario. La cappella del Crocifisso è posta a sinistra della terza mentre quella dedicata alla Madonna con Santi e posta sul lato destro. 
La zona presbiteriale anticipata dall'arco trionfale è decorata e rialzata da quattro gradini. La copertura a cupola ospita quattro finestre che illuminano la parte. La parte termina con il coro absidale con copertura a catino. La parte ospita la seicentesca tela di Enea Salmeggia Consegna delle chiavi a San Pietro. La tela ha assonanze con l'opera dell'artista nembrese avente il medesimo soggetto conservata nella pinacoteca dell'Accademia Carrara.
La chiesa conserva opere di particolare interesse artistico. Gli affreschi posti all'ingresso raffiguranti Cristo scaccia i mercanti dal tempio sono lavoro di Vincenzo Angelo Orelli, il dipinto di Palma il Giovane raffigurante Dio Padre poi conservato nella nuova chiesa. Vi è inoltre il dipinto di Giovanni Raggi Caduta di Simon Mago. La cappella della Madonna del Rosario conserva la statua lignea opera di Grazioso Fantoni.